# Tetrao
A Tetrao a madarak osztályának tyúkalakúak (Galliformes) rendjébe és a fácánfélék (Tetraonidae) családjába  tartozó nem.

## Rendszerezés
Besorolásuk vitatott, egyes rendszerezők szerint a fajdformák (Tetraoninae) alcsaládjába tartoznak és 4 fajt sorolnak a nembe.
A nembe az alábbi 2 faj tartozik:
- siketfajd (Tetrao urogallus)
- rövidcsőrű siketfajd (Tetrao parvirostris)